# Maisey-le-Duc
Maisey-le-Duc település Franciaországban, Côte-d’Or megyében. Lakosainak száma 75 fő (2022. január 1.). Maisey-le-Duc Vanvey, Villiers-le-Duc, Prusly-sur-Ource, Villotte-sur-Ource, Châtillon-sur-Seine, Courban és Louesme községekkel határos.

## Népesség
A település népességének változása:
| Lakosok száma | 137  | 91   | 91   | 104  | 88   | 85   | 85   | 83   | 82   | 75   |
|               | 1968 | 1982 | 1990 | 2006 | 2013 | 2015 | 2017 | 2019 | 2020 | 2022 |